# Владимир Каплан
Владимир Каплан (Гомељ, 11. јануар 1925 — Њујорк, 31. август 2000) је био истакнути играч дама из Русије. Каплан је био међународни велемајстор који је емигрирао из Русије 1977. годие да живи у Њујорк и 1983. године и такмичио се за САД.
Његова супруга је радила као рачуновођа на Вол стриту како би подржала његову професију. Он је наводно имао неке потешкоће у међународним такмичењима, јер је био Јеврејин. Каплан је такође написао неколико књига о игри даме.